# Briefmarken-Jahrgang 1952 des Saarlandes
Der Briefmarken-Jahrgang 1952 des Saarlandes umfasste 8 Sondermarken und 14 Dauermarken.
Nach dem Zweiten Weltkrieg war das Saarland von Dezember 1947 bis Ende 1956 ein (teil)autonomes Land unter dem Protektorat Frankreichs. Da es (bis Juli 1959) wirtschaftlich an Frankreich angegliedert war, galt der Französische Franken als Währung. In der Geschichte des Saarlandes war es schon zuvor, unter Napoleon I. und von 1920 bis 1935 als Saarland (Völkerbund), zu einer Abtrennung von Deutschland gekommen.

## Liste der Ausgaben und Motive
Legende
- Bild: Eine bearbeitete Abbildung der genannten Marke. Das Verhältnis der Größe der Briefmarken zueinander ist in diesem Artikel annähernd maßstabsgerecht dargestellt. Sollten keine Marken abgebildet sein, liegt es daran, dass das Urheberrecht des Künstlers noch nicht erloschen ist.
- Beschreibung: Eine Kurzbeschreibung des Motivs und/oder des Ausgabegrundes. Bei ausgegebenen Serien oder Blocks werden die zusammengehörigen Beschreibungen mit einer Markierung versehen eingerückt.
- Wert: Der Frankaturwert der einzelnen Marke in Saar-Franken. Ein „+“ bedeutet, dass es sich um eine Zuschlagsmarke handelt (= Frankaturwert + Spende).
- Ausgabedatum: Das Datum des erstmaligen Verkaufs dieser Briefmarke.
- Gültig bis: Das Datum, an dem die Gültigkeit endete.
- Auflage: Soweit bekannt, wird hier die zum Verkauf angebotene Anzahl dieser Ausgabe angegeben.
- Entwurf: Soweit bekannt, wird hier angegeben, von wem der Entwurf dieser Marke stammt.
- Mi.-Nr.: Diese Briefmarke wird im Michel-Katalog unter der entsprechenden Nummer gelistet.

| Sondermarken |                                                                                      |                |                       |                  |            |                    |       |
| Bild         | Beschreibung                                                                         | Werte in Franc | Ausgabe- datum (1952) | gültig bis       | Auflage    | Entwurf            | MiNr. |
|              | Olympische Sommerspiele 1952 in Helsinki - Fackelträger                              | 15+5           | 29. März              | 31. März 1954    | 232.671    | Franz Tschersovsky | 314   |
|              | - Globus und Hand mit Lorbeerzweig                                                   | 30+5           | 29. März              | 31. März 1954    | 224.854    | Hubert Blum        | 315   |
|              | Tag der Briefmarke Postillon zu Pferde, Mutter und Kind, Ludwigskirche (Saarbrücken) | 30+10          | 30. März              | 31. März 1954    | 350.000    | Franz Tschersovsky | 316   |
|              | Saarmesse Messesymbol und Globus                                                     | 15             | 26. April             | 30. April 1954   | 1.500.000  | Bur                | 317   |
|              | Rotes Kreuz                                                                          | 15             | 2. Mai                | 30. April 1954   | 1.500.000  | Hossfeld           | 318   |
|              | Volkshilfe - Jean-Baptiste Greuze: Graf Alexander Stroganow                          | 15+5           | 3. November           | 31. Oktober 1954 | 200.000    | Jean Piel          | 338   |
|              | - Bartolomé Esteban Murillo: Der göttliche Schäfer, Detail                           | 18+7           | 3. November           | 31. Oktober 1954 | 200.000    | Henri Cheffer      | 339   |
|              | - Georg Melchior Kraus: Knabenbildnis                                                | 30+10          | 3. November           | 31. Oktober 1954 | 200.000    | P. Gandon          | 340   |
| Dauermarken  |                                                                                      |                |                       |                  |            |                    |       |
| Bild         | Beschreibung                                                                         | Werte in Franc | Ausgabe- datum (1952) | gültig bis       | Auflage    | Entwurf            | MiNr. |
|              | Dauermarkenserie Ansichten aus dem Saarland (auch Saar V genannt) - Schachtanlage    | 1              | 12. März 1953         | 30. Juni 1957    | 4.220.278  | Kratz              | 319   |
|              | - Ludwigs-Gymnasium Saarbrücken                                                      | 2              | 13. März 1953         | 30. Juni 1957    | 4.978.874  | Hermann Mees       | 320   |
|              | - Brücke in Gersweiler                                                               | 3              | 3. Mai 1953           | 30. Juni 1957    | 5.143.453  | Frantzen           | 321   |
|              | - Hauptpostamt Saarbrücken (ohne Inschrift)                                          | 5              | 1. Oktober 1952       | 30. Juni 1957    | 10.000.000 | Geis               | 322   |
|              | - Hauptpostamt Saarbrücken (mit Inschrift am unteren Rand)                           | 5              | März 1954             | 30. Juni 1957    | 19.945.071 | Geis               | 323   |
|              | - Mettlacher Brücke                                                                  | 6              | 1. August 1953        | 30. Juni 1957    | 4.947.790  | Grittmann          | 324   |
|              | - Ludwigs-Gymnasium Saarbrücken                                                      | 10             | 19. Dezember 1953     | 30. Juni 1957    | 2.969.768  | Hermann Mees       | 325   |
|              | - Hauptpostamt Saarbrücken                                                           | 12             | 12. März 1953         | 30. Juni 1957    | 16.221.735 | Geis               | 326   |
|              | - Schachtanlage (ohne Inschrift)                                                     | 15             | 1. Oktober            | 30. Juni 1957    | 11.000.000 | Kratz              | 327   |
|              | - Schachtanlage (mit Inschrift am unteren Rand)                                      | 15             | November 1953         | 30. Juni 1957    | 13.980.000 | Kratz              | 328   |
|              | - Schachtanlage (andere Farbe)                                                       | 15             | 10. Januar 1955       | 30. Juni 1957    | 2.734.488  | Kratz              | 329   |
|              | - Brücke in Gersweiler                                                               | 18             | 18. März 1955         | 30. Juni 1957    | 936.957    | Frantzen           | 330   |
|              | - Bibliotheksgebäude der Universität Saarbrücken                                     | 30             | 3. Mai 1953           | 30. Juni 1957    | 8.936.890  | Hermann Mees       | 332   |
|              | - Ludwigskirche Saarbrücken                                                          | 500            | 1. August 1953        | 30. Juni 1957    | 207.305    | Frantzen           | 337   |